# Гипотеза уникальной Земли

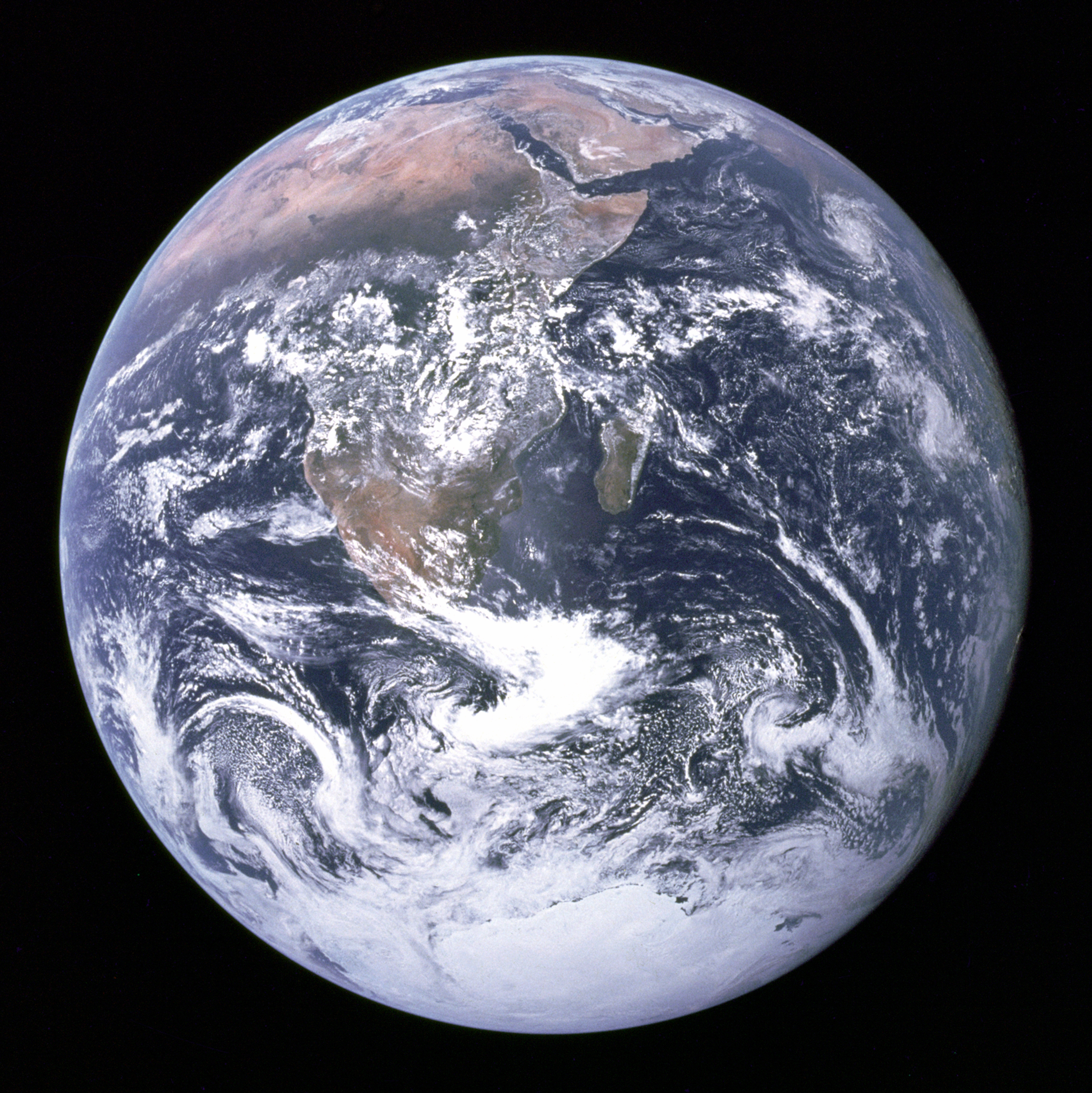
Гипотеза гласит, что похожие на Землю планеты, на которых возможна жизнь, редки во Вселенной

Гипотеза уникальной Земли — предложенный ответ на парадокс Ферми, который объясняет, почему появление такой планеты, как Земля, следует считать очень маловероятным. Если гипотеза редкой Земли верна, то лишь немногие планеты в галактике, возможно, только одна, обитаемы. Существует много причин, почему планеты, похожие на Землю, могут быть очень редки. Эти причины включают длительную нестабильность планетарных орбит и солнечных систем, довольно частые планетарные катаклизмы и т. д. Вместе с допущением о необходимой предпосылке появления высокоразвитых форм жизни — наличии планеты земного типа, это бы поясняло отсутствие признаков существования внеземных цивилизаций.
Гипотеза уникальной Земли была впервые детально изложена в книге «Уникальная Земля: Почему высокоразвитая жизнь не является распространённым явлением во Вселенной» (англ. Rare Earth: Why Complex Life Is Uncommon in the Universe), написанной палеонтологом Питером Уордом (англ. Peter Ward) и астрономом Дональдом Браунли (англ. Donald Brownlee). Уорд и Браунли воспользовались расширенным уравнением Дрейка для доказательства того, что существование планеты с земными характеристиками во Вселенной следует считать невероятно редким явлением.

## Условия для возникновения жизни

### Подходящее место в галактике
Предполагается, что большая часть наблюдаемой Вселенной, включая большую часть нашей галактики, представляет собой «мёртвую зону», неспособную поддерживать сложную жизнь. Части галактики, где возможна сложная жизнь, составляют галактическую обитаемую зону, которая в первую очередь характеризуется удалённостью от галактического центра.

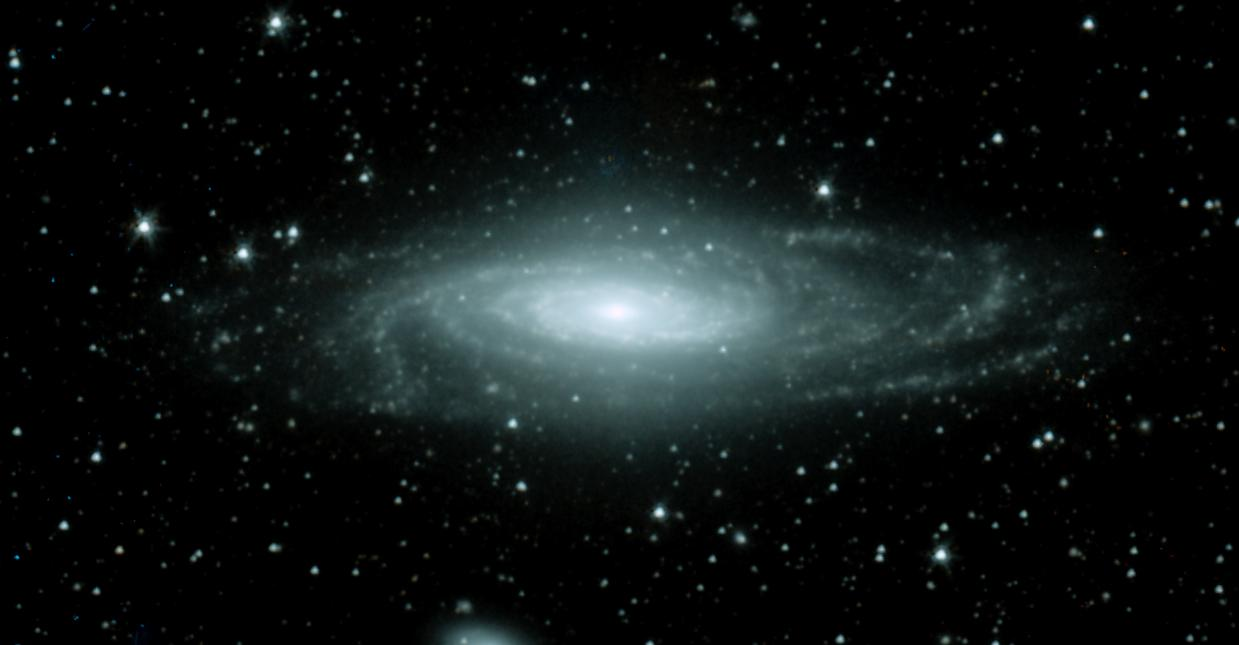
Галактика NGC 7331 (часто называемой близнецом «Млечного пути») имеет высокую плотность в центре, а потому — высокий уровень радиации, смертельный для потенциальной жизни

Удалённость от галактического центра необходима по следующим причинам:
1. По мере увеличения расстояния от галактического центра металличность звезды снижается. Металлы (в астрономии к ним относятся все элементы, кроме водорода и гелия) необходимы для формирования планеты земной группы;
2. Рентгеновское и гамма-излучение от чёрной дыры, а также от близлежащих нейтронных звёзд становится менее интенсивным по мере увеличения расстояния от центра галактики.

Следовательно, большая часть открытых учёными галактик с высокой плотностью расположения звёзд и частыми взрывами сверхновых неизбежно будет мёртвыми зонами.
Помимо этого, сама планетарная система, пригодная для жизни, должна сохранять своё благоприятное положение достаточно долго для развития сложной жизни. Звезда с эксцентричной (эллиптической или гиперболической) галактической орбитой за время своей жизни не один раз пройдёт через т. н. спиральные рукава — неблагоприятные области с высокой плотностью звёзд. Отсюда следует вывод, что звезда должна иметь подходящую галактическую орбиту. Это ограничивает обитаемую зону галактики до довольно узкого диапазона. Учёными подсчитано, что эта зона представляет собой кольцо радиусом от 7 до 9 килопарсеков, включающее не более 10 % звёзд Млечного Пути, то есть примерно от 20 до 40 миллиардов звёзд. Некоторые склонны уменьшать эту цифру вдвое; по их оценкам, не более 5 % звёзд Млечного Пути попадают в обитаемую галактическую зону.
Приблизительно 77 % наблюдаемых нами галактик являются спиральными, две трети всех спиральных галактик имеют т. н. перемычку, и более половины из них, как и Млечный путь, имеют несколько рукавов. Согласно гипотезе, наша галактика очень спокойная и тусклая, что является большой редкостью (около 7 % от всех открытых человечеством галактик). Впрочем, даже в этом случае этот процент насчитывает около 200 миллиардов галактик в известной Вселенной.

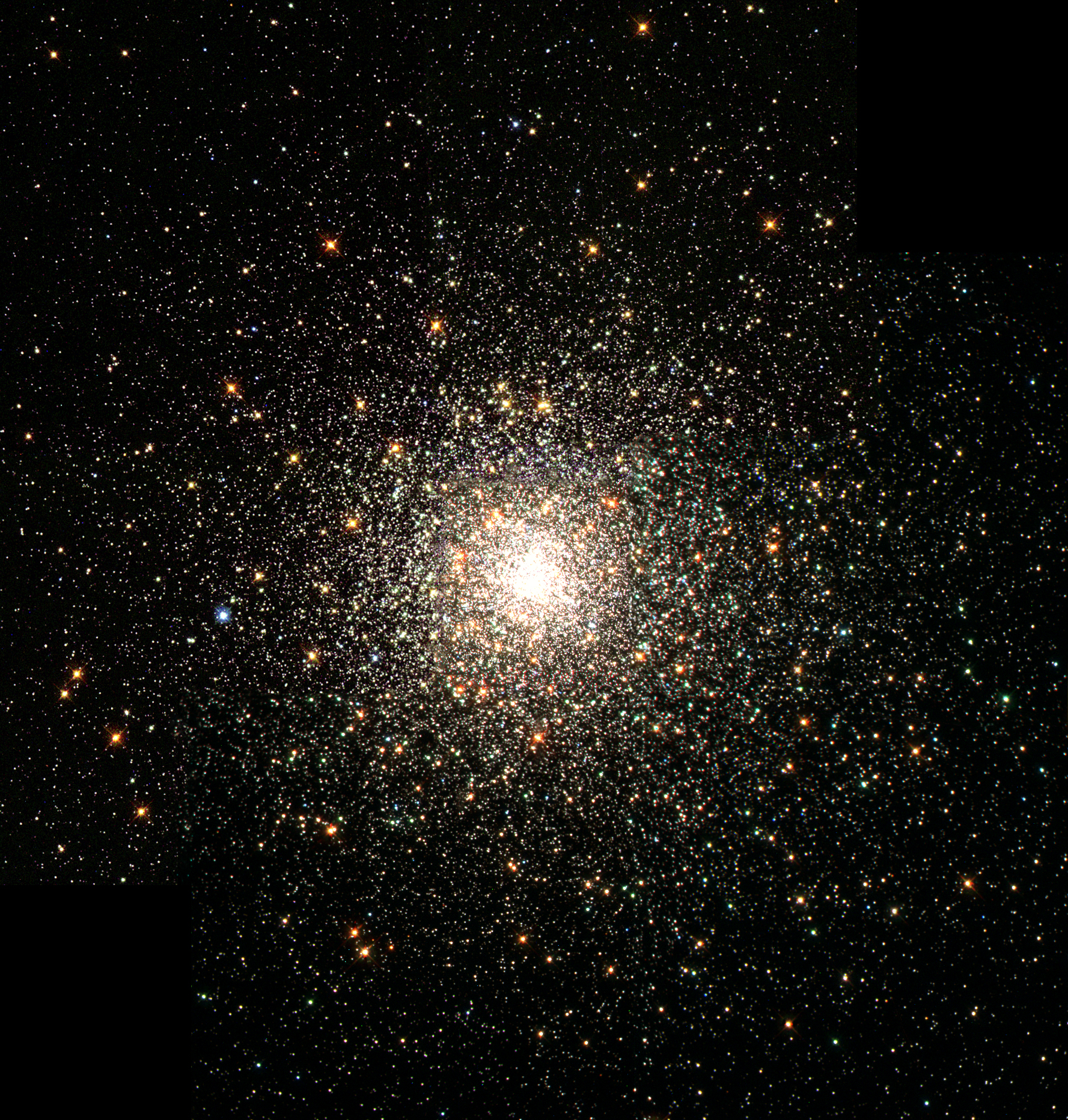
Согласно гипотезе уникальной Земли, шаровые скопления почти наверняка не могут поддерживать жизнь

Наша галактика уникальна ещё и тем, что она не сталкивалась с другими галактиками в течение 10 миллиардов лет, а потенциально такие столкновения могут вызвать взрывы сверхновых и другие глобальные катаклизмы. Кроме того, сверхмассивная чёрная дыра в центре Млечного Пути не проявляет излишней активности.
Орбита Солнца вокруг центра Млечного Пути почти идеально круглая, с периодом 226 миллионов лет, что точно соответствует периоду вращения самой галактики. Согласно гипотезе, наше Солнце редко, а может и вовсе никогда, не проходило через спиральные рукава. С другой стороны, астроном Карен Мастерс подсчитала, что Солнце всё же проходит через большой спиральный рукав примерно каждые 100 миллионов лет, что совпадает с периодами массовых вымираний на планете.

### Звезда
Создать планету земного типа и довести её до правильного состояния — сложная задача. Во-первых, она должна образоваться около богатой металлами звезды (в астрофизике металлами называют все химические элементы тяжелее гелия). Бедные металлами звёзды не способны создать что-либо, кроме газовых гигантов: на создание планет земного типа в газовой туманности просто-напросто не хватит материала. Таким образом исключается внешняя часть Галактики. С другой стороны, если звезда содержит слишком много металлов, образующиеся планеты будут слишком тяжёлыми, накопят объёмистые газовые оболочки, которые удержит их огромная гравитация, и, опять же, станут газовыми гигантами с большим каменно-металлическим ядром.
Звезда должна обращаться вокруг центра галактики по круговой орбите: вытянутая орбита приведёт к тому, что звезда слишком приблизится к энергетически насыщенному ядру галактики и попадёт под жёсткое радиационное облучение. Образно говоря, звезда должна жить в предместье галактики, но не в центре и не за окраиной.
Получив звезду с правильной металличностью, следует убедиться, что она может иметь пригодные для жизни планеты. Горячая звезда, например, Сириус или Вега, имеют широкую обитаемую зону (область, где температура поверхности планеты будет близка к земной), но существует две проблемы: во-первых, эта зона слишком удалена от звезды, потому планеты с твёрдым ядром, вероятно, будут формироваться вблизи звезды и за пределами жилой зоны. Это не исключает, однако, возможности зарождения жизни на спутниках газовых гигантов: горячие звёзды излучают достаточно ультрафиолета, который может в достаточной мере ионизировать атмосферу любой планеты. Другая проблема, связанная с горячими звёздами, — это то, что они не живут достаточно долго. Через примерно один миллиард лет (или менее) они становятся красными гигантами, что может не оставить достаточно времени для эволюции высокоразвитой жизни.
Холодные звёзды пребывают не в лучшем положении. Обитаемая зона, пригодная для жизни, будет узкой и будет расположена близко к звезде, существенно уменьшая шансы получить планету в правильном месте. Происходящие на поверхности холодной звезды вспышки зальют планету радиацией и ионизируют её атмосферу в не меньшей степени, чем около горячей звезды. Жёсткое рентгеновское излучение также будет более интенсивным.
Таким образом, выясняется, что «правильный» тип звёзд ограничивается промежутком от F7 до K1 (см. спектральные классы звёзд). Звёзды этих типов редки: звёзды типа G, такие как Солнце, составляют лишь 5 % звёзд в нашей галактике.

### Взаимодействие с другими небесными телами
После того, как планета сформировалась в пределах жилой зоны, небесное тело размерами приблизительно с Марс должно с ней столкнуться (согласно модели ударного формирования Луны). Без такого столкновения на планете не образуются тектонические плиты, поскольку континентальная кора покрывает всю планету и не оставляет места для океанической коры. Столкновение также может привести к появлению большого спутника, который стабилизирует ось вращения планеты, и к слиянию ядер планеты и небесного тела, необходимому для формирования сверхмассивного планетного ядра, которое будет генерировать мощную магнитосферу, защищающую поверхность планеты от солнечной радиации. Недавние исследования Эдварда Бельбруно и Ричарда Готта позволяют сделать вывод, что такое небесное тело нужного размера может формироваться в троянских точках системы звезда — планета (L4 или L5), возможно, делая это событие более вероятным.
Шансы столкновения астероида с массивнейшим объектом бинарной системы, такой как Земля и Луна, довольно незначительные. Большинство астероидов будет или полностью отброшено, или поразит менее массивный объект: чтобы попасть в более массивное тело, нужна правильная комбинация скорости и угла падения. Таким образом, планета с большим спутником будет лучше защищена от столкновений (хотя случайные столкновения могут быть необходимыми, поскольку эволюционная теория допускает, что массовое вымирание может ускорить развитие сложных организмов). Также необходимым условием является наличие в звёздной системе большого газового гиганта, такого как Юпитер, благодаря которому «мусор», остающийся на орбите после формирования планет, выбрасывается в образования, подобные поясу Койпера и облаку Оорта.

### Частота столкновений и эволюция
Жизнь требует определённого времени для зарождения и достижения определённого уровня организации. Частые столкновения с большими астероидами, вероятно, препятствуют появлению высокоорганизованных организмов. Сама жизнь вряд ли исчезнет, но самые сложные организмы из высших ветвей эволюции весьма уязвимы и легко вымирают вследствие планетарной катастрофы. Эволюционная теория прерывистого равновесия утверждает, что:
- как только экосистема планеты достигает состояния равновесия (с заполненными всеми экологическими нишами), скорость эволюционных изменений резко уменьшается;
- период, на протяжении которого достигается состояние равновесия, относительно короток по сравнению с геологическими процессами.

Считается, что ископаемые остатки демонстрируют, что экологическое равновесие достигалось на Земле несколько раз, впервые после кембрийского взрыва. Несколько катастроф, приведших к массовому вымиранию организмов, возможно, необходимы, чтобы в процессе эволюции возникали радикально новые пути развития, и чтобы жизнь избежала ситуации, когда её развитие бы остановилось на полпути к разумной жизни. Массовое вымирание динозавров, например, позволило млекопитающим занять их экологические ниши, после чего эволюция направилась по новому пути.
Таким образом, очевидно, что необходимы правильные значения сотен параметров планеты и звёздной системы, чтобы высокоорганизованная жизнь стала возможной. Вселенная невероятно велика, она значительно превышает возможности человеческого представления и понимания, поэтому остаётся шанс, что где-то во Вселенной существует планета земного типа с высокоорганизованной жизнью. Тем не менее возможность того, что такая планета существует достаточно близко от Солнца и что мы можем когда-нибудь её достичь или вступить с её жителями в контакт, практически равна нулю. Это разрешает парадокс Ферми: мы не видим признаков внеземного разума, поскольку вероятность появления ещё одной планеты земного типа, способной поддерживать высокоорганизованную жизнь, даже в масштабе Галактики ничтожно мала.

### Климат
Вероятность сохранения жизни в течение миллиардов лет на планете, сходной с Землёй, очень невелика. Небольшие колебания солнечной радиации и не очень большие изменения вулканической активности достаточны для уничтожения жизни на Земле. За время существования жизни на Земле интенсивность солнечной радиации выросла на 25 %. Если бы земная атмосфера за это время не изменила своего состава, жизнь на Земле погибла из-за повышения температуры на Земле на несколько десятков градусов. Этому препятствовало уменьшение вулканической активности и вызванное им понижение содержания парниковых газов в атмосфере Земли.

## Критика
Наибольшей критике подвергается допущение, что появление высокоорганизованной жизни возможно только на планетах земного типа. Некоторые биологи, например, Джек Коэн, считают, что такое допущение является слишком ограничивающим и свидетельствует об отсутствии понимания (см. углеродный шовинизм). Детальная критика приведена в книге Джека Коэна и математика Иэна Стюарта «Эволюция инопланетянина: Наука внеземной жизни».
Также подвергаются критике другие допущения теории уникальной Земли:
- Некоторые допущения, несмотря на свою теоретическую достоверность, не являются абсолютно общепринятыми — например, модель ударного формирования Луны (в настоящее время господствующая теория).
- Утверждается, что доказательства накладываются на маловероятность того или иного события, в то время, как они иногда просто выглядят невозможными. Если принять во внимание размеры Вселенной, продолжительность астрономических процессов и возможность альтернативных путей появления похожих обстоятельств, то существует значительно большее количество планет земного типа, чем предполагается теорией уникальной Земли. Так:
  - все три планеты «обитаемой зоны» Солнечной системы предположительно несут следы гигантского столкновения на заре своего развития, что, по-видимому, указывает на значительную статистическую вероятность, если не закономерность, такого события. Также предполагается, что и система Плутон — Харон возникла в результате столкновения на раннем этапе эволюции.
  - планеты-гиганты, судя по всему, формируются даже в тех системах, где нет планет земного типа, являясь наиболее распространённым типом планет в Галактике;
  - массовые вымирания, судя по всему, обусловлены не только и не столько внешними, сколько внутренними причинами, и являются событием достаточно регулярным;
  - высокоорганизованные формы жизни более уязвимы, чем примитивные, однако обладают значительным потенциалом выживания и быстрого восстановления численности;
  - в масштабах только нашей Галактики даже сотые доли процента звёзд, чьи планеты обладают жизнью, в абсолютных величинах будут соответствовать десяткам миллионов таких систем, и вероятно — многим тысячам разумных цивилизаций.
- Теория игнорирует способность разумной жизни адаптировать окружение к своим нуждам. Разумная раса может быть в состоянии колонизировать много нежилых планет на достаточно долгий период времени (хотя, возможно, требует планеты земного типа для своего появления).

## Эпистемиологические и этические следствия
Гипотеза уникальной Земли имеет эпистемологические следствия. Отсутствие доказательств существования внеземной жизни не должно восприниматься как доказательство отсутствия. Отсутствие убедительной информации о внеземных цивилизациях оставляет нас в состоянии неопределённости относительно их существования. Можно высказывать догадки и предположения, но до появления веских доказательств наше понимание вопросов, связанных с внеземной жизнью, является ограниченным.
Гипотеза уникальной Земли также имеет этические следствия, связанные с вопросом о значении Земли и человечества для Вселенной. Если мы рассматриваем появление Земли и её обитателей как результат счастливого стечения обстоятельств, и, как следствие, предполагаем отсутствие других разумных цивилизаций, мы должны понимать, что в таком случае наша планета является уникальной, а её возможности по поддержанию жизни — ограниченными. Осознание этого факта должно породить понимание настоятельной необходимости в сохранении нашей планеты и её обитателей. Необходимо бережно относиться к окружающей среде, решать глобальные проблемы и обеспечивать благополучие будущих поколений. Не имея поддержки со стороны внеземных цивилизаций и возможности использовать чужой опыт, человечество должно взять на себя ответственность за собственное благополучие, защиту планеты и существование разумной жизни во Вселенной.